# Mombaroccio e Beato Sante
Mombaroccio e Beato Sante este o arie protejată (arie de protecție specială avifaunistică — SPA) din Italia întinsă pe o suprafață de 2.810 ha, integral pe uscat.

## Localizare
Centrul sitului Mombaroccio e Beato Sante este situat la coordonatele 43°45′19″N 12°49′32″E / 43.755406°N 12.825601°E.

## Înființare
Situl Mombaroccio e Beato Sante a fost declarat arie de protecție specială avifaunistică în martie 2003 pentru a proteja 1 specie de plante și 15 specii de animale.

## Biodiversitate
Situată în ecoregiunea continentală, aria protejată conține 5 habitate naturale: Păduri de stejar alb estice, Pseudostepă cu ierburi și specii anuale de Thero-Brachypodietea, Pajiști uscate seminaturale și facies de acoperire cu tufișuri pe substraturi calcaroase (Festuco-Brometalia) (* situri importante pentru orhidee), Galerii de Salix alba și de Populus alba, Liziere de ierburi înalte hidrofile de câmpie și de nivel montan până la alpin.
La baza desemnării sitului se află mai multe specii protejate:
- plante (1): Himantoglossum adriaticum
- păsări (15): cucuvea (Athene noctua), șorecarul comun (Buteo buteo), ciocârlie-cu-degete-scurte (Calandrella brachydactyla), caprimulg (Caprimulgus europaeus), erete vânăt (Circus cyaneus), erete cenușiu (Circus pygargus), cioară neagră (Corvus corone), presură de grădină (Emberiza hortulana), șoimul rândunelelor (Falco subbuteo), vânturel roșu (Falco tinnunculus), sfrâncioc roșiatic (Lanius collurio), ciocârlie de pădure (Lullula arborea), viespar (Pernis apivorus), ploier auriu (Pluvialis apricaria), graur (Sturnus vulgaris)

Pe lângă speciile protejate, pe teritoriul sitului au mai fost identificate 2 specii de păsări.